# Sasakina
Sasakina is een geslacht van weekdieren uit de  familie van de Dyakiidae.

## Soorten
De volgende soorten zijn in het geslacht ingedeeld:
- Sasakina oxyconus (Martens, 1896)
- Sasakina plesseni Rensch, 1938
- Sasakina priarieana